# Пољане (Обреновац)
Пољане је насеље у градској општини Обреновац у граду Београду. Према попису из 2022. било је 313 становника.

## Демографија
У насељу Пољане живи 365 пунолетних становника, а просечна старост становништва износи 42,9 година (41,2 код мушкараца и 44,7 код жена). У насељу има 148 домаћинстава, а просечан број чланова по домаћинству је 3,07.
Ово насеље је великим делом насељено Србима (према попису из 2002. године), а у последња три пописа, примећен је пад у броју становника.
|  |

| Демографија | Демографија | Демографија |
| Година      | Становника  | Становника  |
| ----------- | ----------- | ----------- |
| 1948.       | 583         |             |
| 1953.       | 659         |             |
| 1961.       | 652         |             |
| 1971.       | 611         |             |
| 1981.       | 557         |             |
| 1991.       | 515         | 497         |
| 2002.       | 455         | 475         |

| Етнички састав према попису из 2002.‍ | Етнички састав према попису из 2002.‍ | Етнички састав према попису из 2002.‍ | Етнички састав према попису из 2002.‍ | Етнички састав према попису из 2002.‍ |
| ------------------------------------ | ------------------------------------ | ------------------------------------ | ------------------------------------ | ------------------------------------ |
|                                      |                                      |                                      |                                      |                                      |
| Срби                                 | Срби                                 |                                      | 451                                  | 99,12%                               |
| Украјинци                            | Украјинци                            |                                      | 1                                    | 0,21%                                |
| Роми                                 | Роми                                 |                                      | 1                                    | 0,21%                                |
| непознато                            | непознато                            |                                      | 1                                    | 0,21%                                |

| Година пописа     | 1948. | 1953. | 1961. | 1971. | 1981. | 1991. | 2002. |
| ----------------- | ----- | ----- | ----- | ----- | ----- | ----- | ----- |
| Број домаћинстава | 133   | 144   | 162   | 162   | 149   | 144   | 148   |

| Број чланова      | 1  | 2  | 3  | 4  | 5  | 6  | 7 | 8 | 9 | 10 и више | Просек |
| ----------------- | -- | -- | -- | -- | -- | -- | - | - | - | --------- | ------ |
| Број домаћинстава | 40 | 40 | 14 | 20 | 11 | 10 | 8 | 3 | 2 | 0         | 3,07   |

| Пол    | Укупно | Неожењен/Неудата | Ожењен/Удата | Удовац/Удовица | Разведен/Разведена | Непознато |
| ------ | ------ | ---------------- | ------------ | -------------- | ------------------ | --------- |
| Мушки  | 193    | 61               | 109          | 15             | 8                  | 0         |
| Женски | 184    | 23               | 109          | 43             | 9                  | 0         |
| УКУПНО | 377    | 84               | 218          | 58             | 17                 | 0         |

| Пол    | Укупно                    | Пољопривреда, лов и шумарство | Рибарство                            | Вађење руде и камена | Прерађивачка индустрија       |
| ------ | ------------------------- | ----------------------------- | ------------------------------------ | -------------------- | ----------------------------- |
| Мушки  | 133                       | 61                            | 0                                    | 30                   | 14                            |
| Женски | 74                        | 60                            | 0                                    | 0                    | 3                             |
| УКУПНО | 207                       | 121                           | 0                                    | 30                   | 17                            |
| Пол    | Производња и снабдевање   | Грађевинарство                | Трговина                             | Хотели и ресторани   | Саобраћај, складиштење и везе |
| Мушки  | 7                         | 2                             | 2                                    | 0                    | 10                            |
| Женски | 2                         | 0                             | 4                                    | 0                    | 1                             |
| УКУПНО | 9                         | 2                             | 6                                    | 0                    | 11                            |
| Пол    | Финансијско посредовање   | Некретнине                    | Државна управа и одбрана             | Образовање           | Здравствени и социјални рад   |
| Мушки  | 0                         | 0                             | 0                                    | 1                    | 0                             |
| Женски | 0                         | 0                             | 0                                    | 2                    | 1                             |
| УКУПНО | 0                         | 0                             | 0                                    | 3                    | 1                             |
| Пол    | Остале услужне активности | Приватна домаћинства          | Екстериторијалне организације и тела | Непознато            | Непознато                     |
| Мушки  | 6                         | 0                             | 0                                    | 0                    | 0                             |
| Женски | 1                         | 0                             | 0                                    | 0                    | 0                             |
| УКУПНО | 7                         | 0                             | 0                                    | 0                    | 0                             |